# Christopher Storer
Christopher Storer (* 1981) ist ein US-amerikanischer Regisseur, Drehbuchautor und Filmproduzent. Er wuchs in Chicago auf, wo auch seine bisher erfolgreichste Produktion, die achtundzwanzigteilige Hulu-Serie The Bear: King of the Kitchen, angesiedelt ist. Zuvor war er unter anderem Produzent des Films Eighth Grade und Episodenregisseur bei den Serien Ramy und Dickinson.